# أندرس أدلر
أندرس أدلر (بالإنجليزية: Anders Adler)‏ (و. 1982 – م) هو لاعب هوكي الجليد، من السويد، ولد في ستوكهولم.

## روابط خارجية
- أندرس أدلر على موقع EliteProspects.com (الإنجليزية)
- أندرس أدلر على موقع HockeyDB.com (الإنجليزية)